# 윈도우 드림씬
윈도우 드림씬(Windows DreamScene)은 바탕 화면으로 영상물이나 최적화된 애니메이션을 사용할 수 있게 도와 주는 유틸리티이다. 이것은 기본적으로 윈도우 비스타 얼티밋에서만 사용할 수 있도록 고안되어 있으며 윈도우 얼티밋 엑스트라의 기능들 가운데 하나이다. 여러 테스트가 끝나고 2007년 9월 25일에 마지막 버전이 공개되었다.
드림씬으로 렌더링된 콘텐츠(윈도우 오로라 배경 애니메이션과 같은)는 스타독이 만들어 제공하였고 사진 콘텐츠는 디스커버리 채널이 제공하였다. MPEG나 WMV 형식으로 된 서드파티 비디오 콘텐츠도 사용할 수 있다.
그뿐 아니라 AVI 파일들도 단순히 파일 확장자를 바꿈으로써 재생할 수 있다.
이전 방식의 데스크톱 에디션에 대한 드림씬의 장점 가운데 하나가 CPU를 대신하여 GPU가 디스플레이를 위해 사용될 수 있다는 점이다. 다만 구체적으로 어디까지 수행되는 지는 밝혀진 바가 없다. 게임이나 특정 창이 최대화되는 등의 일로 인하여 전체 화면 방식으로 동작할 때 비디오는 자동으로 정지되면서 비디오는 보이지 않고 GPU와 CPU는 덜 사용하게 된다. 이 비디오는 수동으로 정지시킬 수도 있다. 동영상을 인코딩하는 프로그램을 사용할 때에는 압축률과 파일 크기의 균형을 고려해야 한다. 압축 해제에는 CPU를 요구하지만 파일 크기가 클수록 더 많은 메모리를 잡아먹으며 자주 디스크에 액세스하는 문제를 일으킬 수 있다.
배경에서 비디오를 재생하면 GPU 렌더링의 여부에 관계 없이 휴대용 컴퓨터의 전지 수명에 큰 영향을 미칠 수 있다. 그러므로 드림씬은 컴퓨터가 배터리 모드로 실행 중인 경우 멈춰 있는 배경을 보여 줄 수도 한다. 이 소프트웨어는 데스크톱 창 관리자(DWM, 곧 윈도우 에어로의 일부)에 상당 부분 의지한다.
스타독은 윈도우 드림씬에 대한 추가 기능으로 "데스크스케입스"(DeskScapes)를 제공하고 있다. 이 소프트웨어는 동적인 배경 화면(".dream" 파일)의 추가를 허용한다. 새로운 버전 (2.0)에서는 얼티밋 에디션이 아닌 윈도우 비스타와도 호환된다. 이밖에도 인터넷에 떠도는 패치를 이용하여 윈도우 비스타의 하위 버전에서도 이 기능을 사용할 수 있다.
윈도우 비스타의 뒤를 잇는 윈도우 7에서 드림씬은 슬라이드쇼 바탕 화면을 제공하는 "데스크톱 슬라이드쇼"(Desktop Slideshow)라는 기능으로 대체되었으나 비디오 재생을 지원하지 않는다. 인터넷에 떠도는 핵 파일을 사용하여 윈도우 비스타의 드림씬 DLL을 윈도우 7에 통합시켜 동작하게 만들 수 있지만 아이콘의 이름이 가끔씩 투명하게 바뀌는 문제가 있다.
윈도우 비스타 서비스팩1 베타 버전을 설치하면 서비스팩1에 대한 저작권, 사용에 관련된 문구가 바탕 화면에 뜨게 되는데 윈도우 드림씬을 사용하면 이 문구를 지울 수 있다.

## 같이 보기
- 윈도우 비스타의 새로운 기능
- 윈도우 얼티밋 엑스트라
- 액티브 데스크톱